# Pat Sheehan (model)
Patricia Ann Sheehan, cunoscută și sub numele de Patricia Sheehan Crosby, (n. 7 septembrie 1931, California, SUA – d. 14 ianuarie 2006, Beverly Hills, California, SUA) a fost o actriță și model american. Ea a fost Playmate of the Month al revistei Playboy în octombrie 1958.

## Primii ani
Tatăl lui Sheehan, Arthur Edmond Sheehan, era inginer auto și om de afaceri, iar mama lui, Gladys Anna Larson, lucra într-un spital. Părinții ei au divorțat în 1935 la doar câțiva ani după ce s-a născut ea. În 1942, fratele său, Arthur, un ulcior triplu A, a fost recrutat în armata Statelor Unite. Lucrând ca tunar la o fortăreață zburătoare, a fost promovat sergent de stat major și a murit după ce avionul său a fost doborât deasupra Germaniei; doar doi din nouă oameni au supraviețuit. Mai târziu a fost adăugat la San Francisco Hall of Fame.

## Faima
Sheehan a obținut primul ei loc de muncă într-o revistă, la Comedy, în iulie 1953. Ulterior, a urmat cariera, debutând în Aventurile lui Hajji Baba și a apărut în reviste precum TV Fan și People Today. În 1955, a ajuns în sfârșit să vorbească în fața camerei în primul său rol de vorbire din Son of Sinbad. Sheehan a fost Playmate of the Month al revistei Playboy pentru octombrie 1958, împreună cu Mara Corday. A fost fotografiat de Sam Wu.
A apărut în filmele Kismet, The French Line, Daddy Long Legs, Blondie, precum și în The NBC Comedy Hour. Agnes Moorehead a fost antrenorul ei de actorie în această perioadă.
Sheehan a devenit și una dintre cele șase Goldwyn Girls în 1955. Gigi a fost ultimul ei film, în 1958.
La scurt timp după ce prima soție a lui Bing Crosby, Dixie Lee, a murit de cancer ovarian, el a început să se întâlnească cu Sheehan. Relația lor a devenit foarte serioasă. Zbura la San Francisco pentru a-și face emisiunea de radio, apoi trecea pe la casa lui Sheehan să o ia la întâlnire. În cele din urmă, Crosby i-a cerut lui Sheehan în căsătorie. Pe 4 mai 1958, s-a căsătorit cu fiul lui Crosby, Dennis Crosby, în Las Vegas, Nevada. Au avut trei copii: Grigore; Dennis Jr.; și Patrick Anthony. Au divorțat în 1964 și Sheehan nu s-a recăsătorit niciodată.

## Ultimii ani
În ultimii săi ani, Sheehan a trăit în Van Nuys, California, cu fiul său Gregory, un producător și scenarist de la Hollywood, și cu soția sa Spice Williams, o actriță și cascadoră. A murit în urma unui atac de cord la 14 ianuarie 2006 la Beverly Hills, la vârsta de 74 de ani.

## Reviste
- Ghid TV - iulie 1956; Pe linia punctată
- Fan TV - octombrie 1956; Cea mai frumoasă femeie de la televizor; Prima pagină
- Oamenii de azi - decembrie 1956; Coborâți încet pe scenă; Prima pagină
- Escapada - ianuarie 1957; Prima pagină
- Tempo - 30 aprilie 1957; Prima pagină
- Modern Man Quarterly - 1957; Prima pagină
- Peep Show - februarie 1958
- Gala - martie 1958
- Timp - 19 mai 1958
- Oamenii de azi - iunie 1958; Cea mai bună fată de Dennis Crosby; Prima pagină
- Tempo- iulie 1958; Central
- Viața - octombrie 1958
- Omul modern - octombrie 1958
- Playboy - octombrie 1958; Capac și central
- Playboy (Marea Britanie) - octombrie 1958; Central
- Times - 29 decembrie 1958
- Ochi - august 1960; Vizualizări și vederi: Pat Sheehan
- Scenă- decembrie 1960; Dennis Crosby Blonde Bombshell; Prima pagină
- Chicks and Chickles - februarie 1961
- Parada (Marea Britanie) - septembrie 1965; Prima pagină

## Filmografie
- The French Line (1954) (necreditat) .... Model
- Aventurile lui Hajji Baba (1954) (necreditat) .... Maid
- Kismet (1955) (necreditat) .... Showgirl Harem
- Daddy Long Legs (1955) (necreditat) .... Blonda
- Son of Sinbad (1955) (necreditat) .... Harem Girl
- Guys and Dolls (1955), Goldwyn Girl, ca una dintre Hot Box Girls (necreditat)
- Man with the Gun (1955) (necreditat) .... Blonda
- Gigi (1958) (necreditat) .... Blonda
- Space Cowboys (2000)

## Televiziune
- Blondie (1 episod, 1957) The Other Woman (1957) Episod TV
- The NBC Comedy Hour 1.5, 1.6, 1.7, 1.10 și 1.17 (5 episoade, 1956) episod TV, ea însăși, actriță blondă
- Texaco Star Theatre (episoade recurente) Dansatoare
- The Bob Hope Show (episoade recurente) Blonde
- Place the Face (1955) episod TV
- The Milton Berle Show (episoade recurente, 1956)
- Queen For a Day (1956) episod TV, Model
- Inside Beverly Hills (1956) episod TV
- The Chevy Show (1956) episod TV, ea însăși
- The Colgate Comedy Hour, episoadele #5, 19 și 6, 7 (1955) Episoade TV (necreditate) Pretty Blonde
- Matinee Theatre (1956) Episod TV, (necreditat) Rol ușor dramatic
- People are Funny (1957) episod TV, Miss Univac

## Valori mobiliare
- Câștigătoarea premiului Miss Milkmaid 1949
- Câștigătoare a Miss San Francisco 1950
- Miss Golden Gate 1950
- Miss World Trade 1950
- Miss Pan American Airways 1950
- Concurentă Miss California 1951
- Playboy Miss octombrie 1958